# عشای ربانی

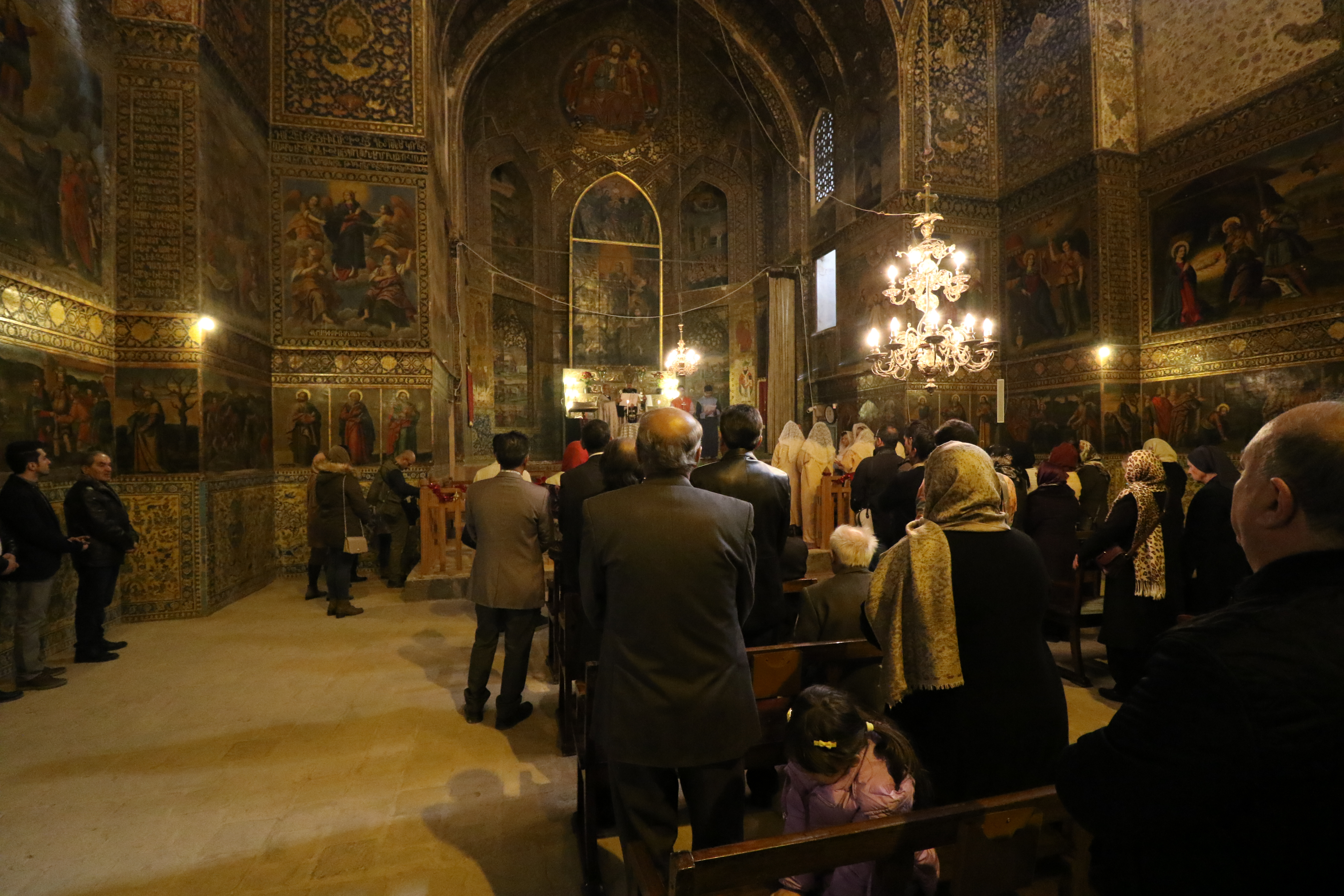

عشای رَبّانی یا شام خداوند یا آیین سپاسگزاری (به فرانسه: Eucharistie) یکی از هفت‌آیین مقدس (هفت‌راز) است که تقریباً در تمام شاخه‌های مسیحیت به انجام می‌رسد. به آن تقسیم مقدس (Holy Communion)، راز محراب (the Sacrament of the Altar)، راز خجسته (Blessed Sacrament) هم گفته شده‌است.
شیوهٔ اجرای این آیین در میان شاخه‌های مختلف مسیحیان اندکی متفاوت است، اما چند مسئله در میان تمام شاخه‌ها مشترک می‌باشد.

## علت برگزاری آیین
منشأ این آیین به آخرین شامی بازمی‌گردد که عیسی مسیح در شب دستگیری خود توسط سربازان رومی با حواریون خود خورد. از آنجا که به باور مسیحیان سرشت او با سرشت «خداوند» یکی است.

## در انجیل
در انجیل متی فصل ۲۶ آیات ۲۶تا۲۸ چنین آمده است:
چون هنوز مشغول خوردن بودند، عیسی نان را برگرفت و پس از شکرگزاری، پاره کرد و به شاگردان داد و فرمود: «بگیرید، بخورید؛ این است بدن من.» سپس جام را برگرفت و پس از شکرگزاری آن را به شاگردان داد و گفت: «همهٔ شما از این بنوشید. این است خون من برای عهد [جدید] که به‌خاطر بسیاری به‌جهت آمرزش گناهان ریخته می‌شود.
زمان این مراسم، در شب عید «پِسَح» (عید فطیر) یهودیان بود.

## در شاخه‌های مسیحیت

### کلیسای کاتولیک

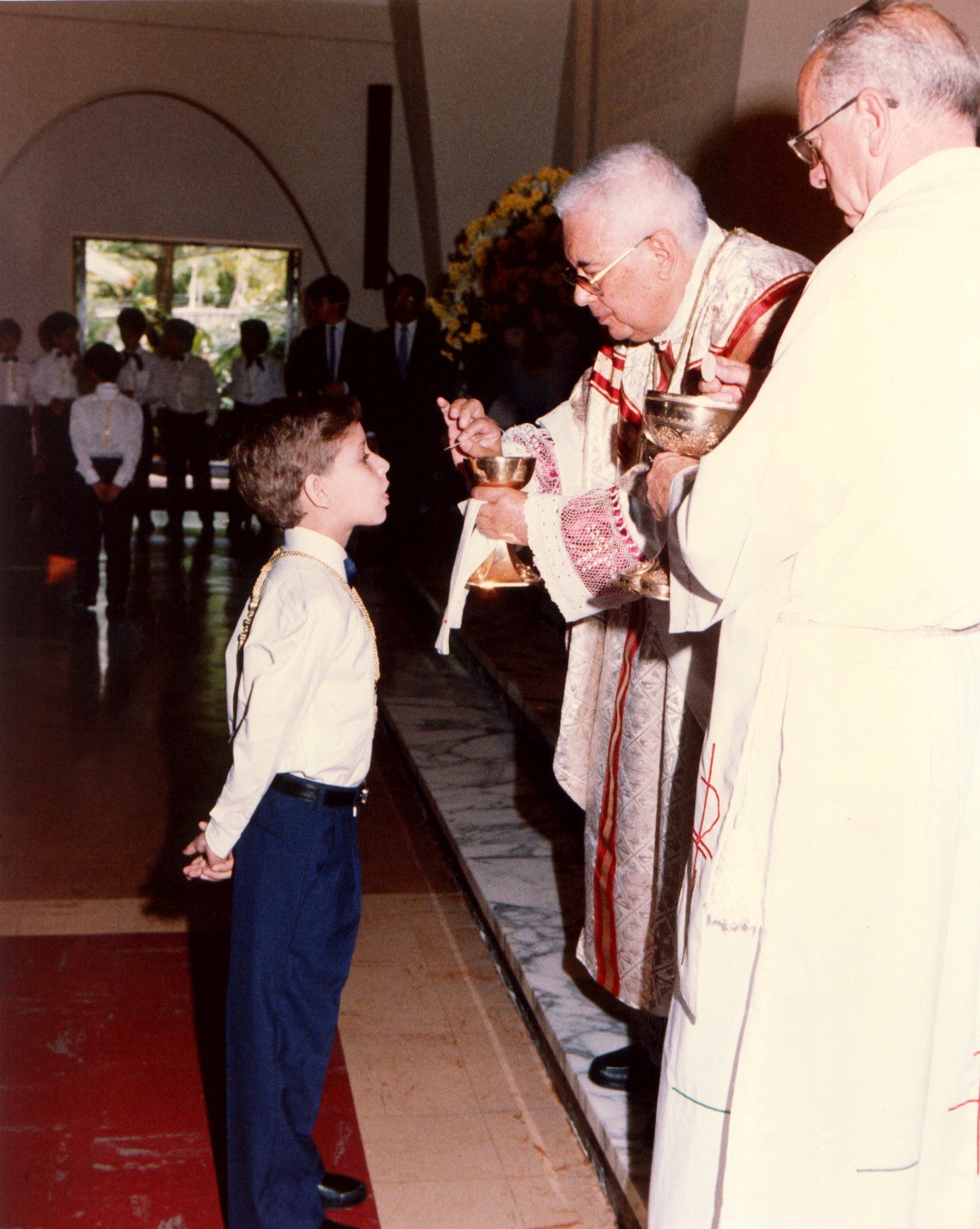
کشیشی کاتولیک درحال برگزاری آیین عشای ربانی

در شاخهٔ کاتولیک این باور وجود دارد که نان و شراب اجزای اصلی عشای ربانی‌اند و با سخنان مسیح و استمداد از روح‌القدس حقیقتاً تبدیل به جسم و خون عیسی می‌شوند. نان و شراب در خلال مراسم عشای ربانی، ماهیت وجودی و مفهوم طبیعی خود را به عنوان غذای جسم از دست می‌دهند و ماهیت معنایی جدیدی می‌یابند. آن‌ها اکنون نشانه‌های واقعیت یافته‌ای از حضور شخصی و تقدیم خود از سوی عیسی مسیح هستند. این آموزه یعنی تبدیل نان و شراب توسط دعای کشیش به بدن و خون مسیح را اصطلاحاً «تبدّل جوهر» می‌نامند. همچنین بنا بر سنت کلیسای کاتولیک، این آیین هرروزه در کلیسا برگزار می‌شود.

### کلیساهای پروتستان

#### لوتری
مارتین لوتر پیشگام نهضت پروتستان و بنیانگذار کلیسای لوتری آموزهٔ تبدیل جوهر را رد کرد؛ اما عقیده‌ای نه‌چندان متفاوت را مطرح کرد که به «هم‌جوهری» معروف است. بر مبنای نظر او با دعای کشیش بدن و خون مسیح بر روی نان و شراب قرار می‌گیرد.

#### کالونی
ژان کالون که پایه‌گذار کلیسای اصلاح‌شده (کالونی) است، برخلاف نظر کاتولیک‌ها و همچنین مارتین لوتر بیان کرد که هیچ تغییری در عناصر عشای ربانی (نان و شراب) صورت نمی‌گیرد، بلکه ایمان‌دار مسیحی به واسطهٔ ایمان، به شکلی روحانی در بدن و خون عیسی مسیح سهیم می‌گردد؛ پس مسیح در آیین عشای ربانی حضور روحانی دارد، نه فیزیکی.

## هنر

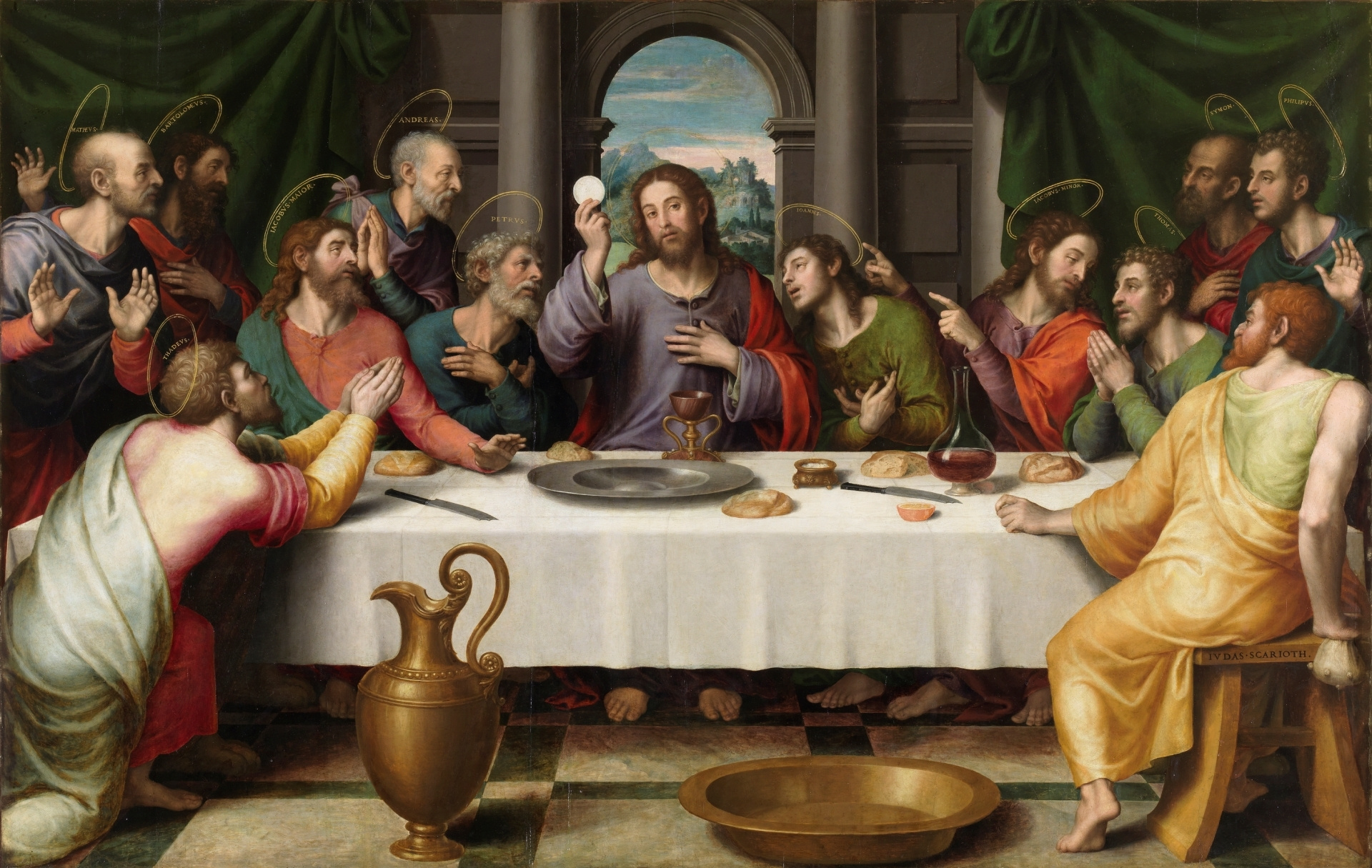
شام آخر، ویسنته خوان ماسیپ

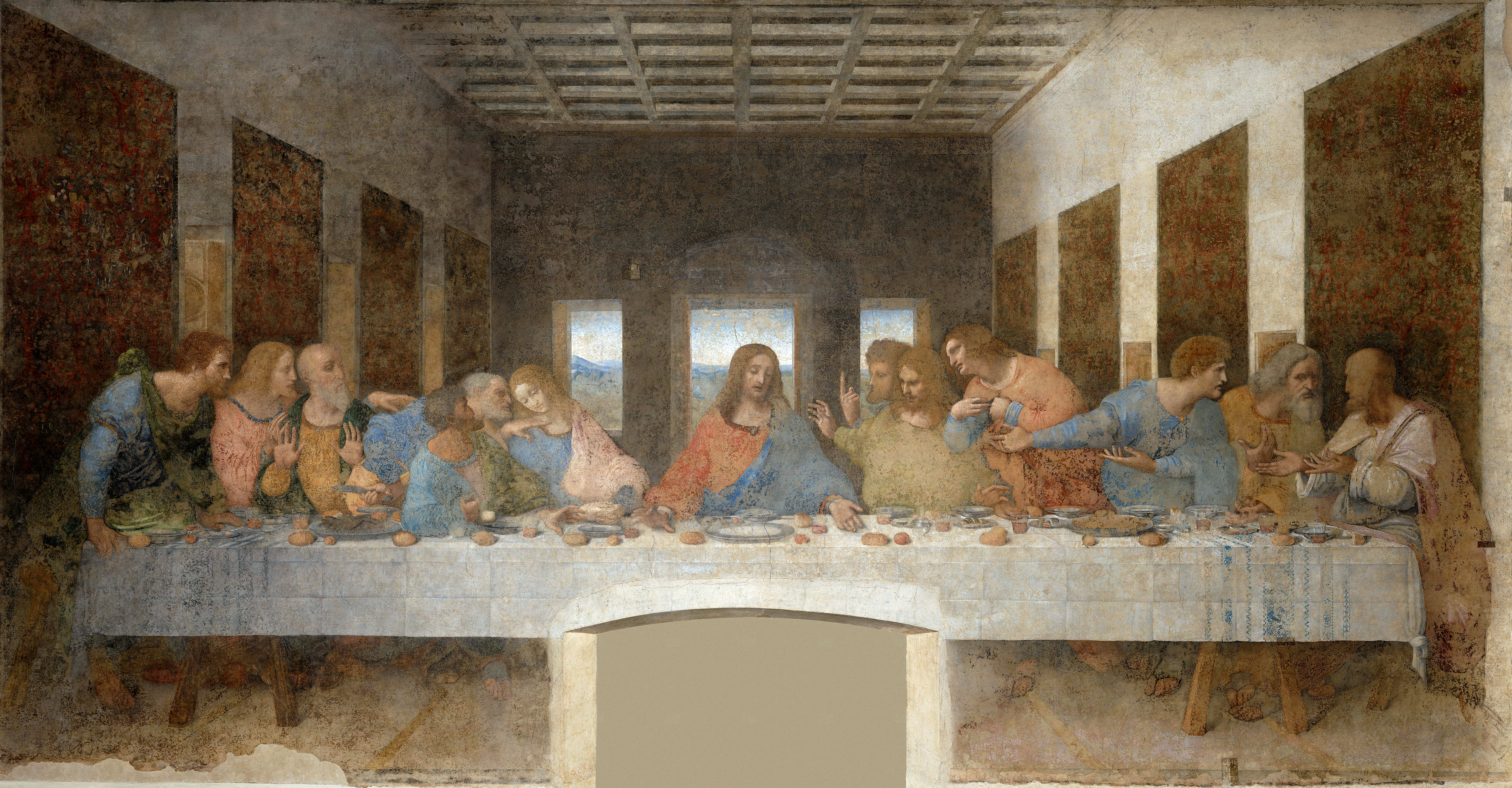
شام آخر، لئوناردو دا وینچی

این آیین الهام‌بخش هنرمندان، سیاستمداران و… بوده است. یکی از معروفترین و جنجالی‌ترین تابلوهای نقاشی لئوناردو دا وینچی نقاش معروف ایتالیایی نیز در خصوص همین رویداد مذهبی است.